# Xã Broken Bow, Quận Custer, Nebraska
Xã Broken Bow (tiếng Anh: Broken Bow Township) là một xã thuộc quận Custer, tiểu bang Nebraska, Hoa Kỳ. Năm 2010, dân số của xã này là 769 người.